# Догой
Дого́й — село в муниципальном районе «Могойтуйский район» Агинского Бурятского округа в Забайкальском крае Российской Федерации. Административный центр сельского поселения «Догой».
Село расположено в лесостепной зоне, на одноимённом с селом левом притоке реки Ага — реке Догой, в северо-западной части района, в 22 км от посёлка Могойтуй.
Население — 464 чел. (2021)

## Экономика
- колхоз «Догой» (племенное животноводство)[2][3].

## Образование
Средняя общеобразовательная школа им. Д. О. Батожабая (бывший Догойский сельский национальный лицей), детский сад, спортивная школа.

## Социальная сфера
- Дом культуры, Догойский народный театр, сельская врачебная амбулатория[2].

## Достопримечательности
На территории села находится памятник в честь жителей Догоя погибших на фронтах Великой Отечественной войны. В 1988 году ветераном войны и труда Л. Э. Эрдынеевым в селе был организован краеведческий музей посвящённый жителям села, истории создания колхоза «Догой», а также бурятскому писателю Д. О. Батожабаю.

## Транспорт
До ближайшей железнодорожной станции в посёлке Могойтуй — 21 км по автомобильной дороге, а до станции Могойтуй от Читы — 80 км.

## Население
| 2002 | 2010 | 2021 |
| ---- | ---- | ---- |
| 907  | ↘669 | ↘464 |